# Pierre-Claude Nivelle de La Chaussée
Pierre-Claude Nivelle de La Chaussée (Parigi, 14 febbraio 1692 – Parigi, 14 marzo 1754) è stato un drammaturgo francese, creatore del genere teatrale della comédie larmoyante.
Nivelle de La Chaussée fu scrittore che debuttò quasi quarantenne con un poemetto dal titolo Épître de Clio del 1731. Nel 1733 diede vita al primo lavoro teatrale che fece allestire, La Fausse Antipathie, una commedia in tre atti composta in versi che, pur rispettando ancora le unità aristoteliche, anticipava il dramma borghese. Si trattava del primo esempio di comédie larmoyante, nel quale si metteva in scena la vita del nuovo ceto sociale rampante, la borghesia. Rispetto al dramma borghese, però, i lavori di Nivelle de La Chausée mancavano della profondità psicologica del dramma borghese, figurandosi come commedie miste nel quale l'elemento comico e quello drammatico si fondevano: spesso l'elemento centrale era un infortunio domestico o piccole vicissitudini del quotidiano.
A La Fausse Antipathie seguirono altre cinque commedie in cinque atti: Le Préjugé à la mode (1735), L'École des amis (1737), Mélanide (1741), L'École des mères (1744), La Gouvernante (1747).
Sebbene le sue opere fossero intrise di un severo moralismo, il comportamento nella vita privata dell'autore era di fatto molto diverso da quello dei suoi eroi. Egli era infatti un assiduo frequentatore di circoli libertini. Nel 1736 fu ammesso all'Accademia di Francia.